# 郵政総合研究所
郵政総合研究所（ゆうせいそうごうけんきゅうじょ、Postal Services Research Institute）は、かつて日本郵政公社の経営企画部門に属し、同公社の経営戦略を企画立案するに必要な関係各分野の動向についての基礎的な調査分析及び情報収集を所掌した研究機関。　
前身は、1988年に旧郵政省（2001年1月6日の中央省庁等再編以降は総務省）の施設等機関として設置された「郵政研究所」。同研究所は官営金融機関への風圧に対する理論武装を行う機関として構想されたもので、これに加えて大臣官房資材部において郵政事業に使用される各種事業用品の規格等を研究していた部門を統合させて発足した。設立の経緯から、歴代の研究所長には部外の経済学者が就任した。
2003年4月1日の日本郵政公社発足に伴い、郵政研究所の所掌のうち郵政事業に関する調査機能のみを引き継ぎ、公社の機関として郵政総合研究所を設置した。当初は公社本社内に置かれていたが、後に虎ノ門17森ビルに移転した。　
2007年10月1日、民営化に伴い、日本郵政は郵政総合研究所の機能を引き継がず、同研究所は廃止された。なお、郵政総合研究所および前身の郵政研究所の研究成果は、一般財団法人ゆうちょ財団（郵便貯金振興会の後身）の公式サイト内で紹介されている。